# Lumbier
Lumbier (em castelhano), Irunberri (em basco) ou Urunberri (em roncalês) é um município da Espanha na província e comunidade foral (autónoma) de Navarra. Tem 57,40 km² de área e em 2021 tinha 1 293 habitantes (densidade: 22,5 hab./km²).

## Demografia
| Variação demográfica do município entre 1991 e 2004 | Variação demográfica do município entre 1991 e 2004 | Variação demográfica do município entre 1991 e 2004 | Variação demográfica do município entre 1991 e 2004 |
| --------------------------------------------------- | --------------------------------------------------- | --------------------------------------------------- | --------------------------------------------------- |
| 1991                                                | 1996                                                | 2001                                                | 2004                                                |
| 1540                                                | 1420                                                | 1403                                                | 1426                                                |